# Hocco mitou
Mitu mitu
Espèce
Statut de conservation UICN

 EW  : Éteint à l'état sauvage
Statut CITES
Synonymes
- Crax mitu subsp. mitu[1]
- Crax mitu Linnaeus, 1766[1]

Le Hocco mitou, (Mitu mitu) ou le mutum-do-nordeste en portugais, est une espèce de hocco, disparue à l'état sauvage et dont il ne subsiste qu'une quarantaine d'individus vivant en captivité. Son plumage est de couleur noir brillant. On le trouvait autrefois dans les forêts du nord-est du Brésil d'où il tire son nom, dans ce qui est aujourd'hui les États du Pernambouc et de l'Alagoas. Le naturaliste allemand Georg Markgraf est le premier à identifier le hocco mitou en 1648 dans son aire de répartition d'origine. Par la suite, l'origine et la légitimité de l'oiseau ont commencé à être remises en question en raison du manque de spécimens. Un hocco mitou femelle adulte a été redécouvert en 1951, dans les forêts côtières de l'Alagoas. Le hocco mitou a alors été désigné comme une espèce distincte. À cette époque, moins de 60 oiseaux avaient été observés à l'état sauvage, dans les forêts autour de São Miguel dos Campos. Plusieurs auteurs dans les années 1970 ont mis en lumière la destruction croissante de son habitat et la rareté de l'espèce. Même avec ces préoccupations, les derniers grands espaces forestiers qui abritaient des hocco mitou indigènes ont été rasés pour la culture de canne à sucre.

## Description

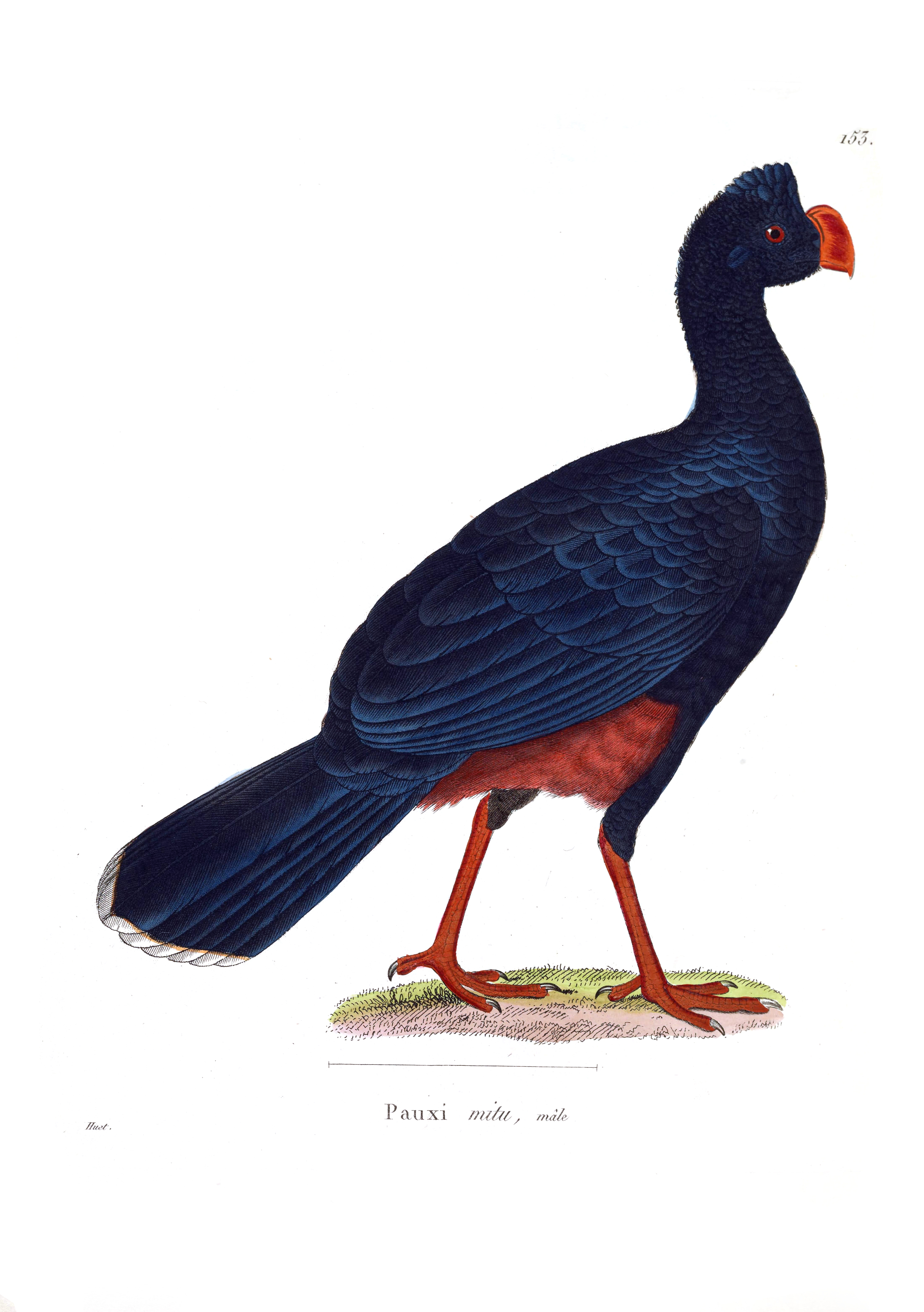

Le hocco mitou mesure environ 83 à 89 centimètres de long. Son plumage est de couleur noire et brillant, avec des reflets bleu-violet. Les spécimens de hocco mitou ont également un grand bec rouge vif, aplati sur les côtés, avec une pointe blanche. La même coloration rouge est présente sur ses pattes. Les extrémités des plumes de sa queue sont de couleur brun clair, avec des plumes de couleur marron sous la queue. Il a une tache de peau nue unique en forme de croissant de couleur grise couvrant ses oreilles, un caractère que l'on ne trouve pas chez les autres hoccos. La coloration du mitu mitu est distincte des autres espèces mitu. Le dimorphisme sexuel n'est pas prononcé : les femelles ont tendance à être de couleur plus claire et de taille légèrement plus petite que les mâles.

## Comportement

### Alimentation
Le hocco mitou se nourrit de fruits et de noix dont le Clarisia racemosa (es).

### Comportement social
Le manque de connaissances sur leur comportement dans la nature rend difficile de savoir comment les oiseaux interagissent avec d'autres espèces. L'impact de leur réintroduction sur les interactions avec d'autres espèces est difficile à prévoir. Par exemple, le singe araignée péruvien (en) mange également les baies du Clarisia racemosa, ce qui pourrait conduire à une concurrence avec le hocco mitou.

### Reproduction
Les habitudes de reproduction de cette espèce sont mal connues, les femelles hocco mitou commenceraient à se reproduire vers l'âge de 2 ans.
En captivité, l'espérance de vie de l'oiseau est de vingt-quatre ans, il se reproduit à partir de ses deux ans et ils produisent environ 2 à 3 œufs par an.
Le manque de diversité génétique est une autre préoccupation potentielle. Les scientifiques ont contrôlé les interactions sexuelles au sein de l'espèce en hybridant seulement certains oiseaux afin de réduire l'hybridation et de maintenir le hocco mitou original.

## Répartition et habitat
L'habitat naturel de hocco mitou est une forêt primaire humide subtropicale / tropicale de basse altitude dans les États de l'Alagoas et de Pernambuc au nord-est du Brésil, où il consommait des fruits de Phyllanthus, cerisier du Brésil et mangabeira. Il est éteint à l'état sauvage.

### Population
Depuis 1977, la seule population existante de hocco mitou vit en captivité et l'espèce est éteinte à l'état sauvage. La population était de 44 individus en 2000, et en 2008 130 individus répartis dans deux volières. Environ 35 % des oiseaux étaient des hybrides avec des hoccos tuberculés.

## Taxonomie
Le hocco mitou est mentionné pour la première fois par le naturaliste allemand Georg Markgraf dans son ouvrage Historia Naturalis Brasiliae publié en 1648. En raison du manque d'informations et de spécimens, l'espèce est considéré comme conspécifique avec le hocco tuberculé, jusqu'à sa redécouverte en 1951 dans les forêts des plaines de l'Alagoas, au Brésil. À la suite de l'examen de Pereira & Baker (2004), on théorise aujourd'hui qu'ils sont une lignée base de son genre, apparentée au hocco de Spix. Sa lignée est distincte depuis la limite Miocène-Pliocène (il y a environ 5 millions d'années), lorsqu'elle s'est isolée dans des refuges de la forêt atlantique.
Le nom valide complet (avec auteur) de ce taxon est Mitu mitu (Linnaeus, 1766). L'espèce a été initialement classée dans le genre Crax sous le protonyme Crax mitu Linnaeus, 1766.
Ce taxon porte en français les noms vernaculaires ou normalisés suivants : Hocco mitou,, Grand hocco à bec rasoir, Grand hocco à bec de rasoir.

## Effort de conservation
Un plan de réintroduction est en cours d'élaboration, même s'il rencontre des difficultés. La population pouvant être reproduite en nombre, l'espèce devrait être réintroduite dans une vaste zone géographique naturelle. L'expansion humaine et la surpopulation ont provoqué la destruction de la quasi-totalité de l'habitat naturel du hocco mitou. Un site potentiel de réintroduction a été proposé. Des précautions devraient être prises afin d'empêcher la chasse illégale de l'espèce après sa réintroduction.